# Readeriella mirabilis
Readeriella mirabilis är en svampart som beskrevs av Syd. & P. Syd. 1908. Readeriella mirabilis ingår i släktet Readeriella och familjen Teratosphaeriaceae.   Inga underarter finns listade i Catalogue of Life.